# Planxista
Es coneix com a  planxista  als professionals mecànics que s'ocupen de treballar bàsicament amb planxes metàl·liques per realitzar els treballs que requereixen per donar-los determinades formes o alterar la seva disposició o estat. Un dels principals treballs dels planxistes és la reparació de la carrosseria dels automòbils que han patit accidents o impactes i han quedat deteriorada estètica o estructuralment. També solden planxes allí on calgui, com per exemple la teulada d'una nau industrial.

## Ocupacions del planxista
Les principals especialitats i treballs dels planxistes en el món de l'automoció són:
- Reparació de bonys en general.
- Coneixement i ús de la bancada.
- Pressupostos per peritatges.
- Soldadura amb tota mena de màquines, per a multitud d'objectes i materials.
- Desmuntatges i muntatges.
- Reparació de plàstics (para-xocs, faldons, etc.).
- Enteniment i reparacions de fibra de vidre.
- Substitució i enganxat de vidres.
- Reparació de panys i derivats.
- Reparació de seients.
- I en molts casos, desmuntatge de taulers de control, elements mecànics, et